# Ferranti Mark I
El Ferranti Mark I, también conocido como el Computador Electrónico de Mánchester  (Manchester Electronic Computer) fue el primer computador electrónico disponible comercialmente de propósito general del mundo. La primera máquina fue entregada a la Universidad de Mánchester en febrero de 1951, antes que la UNIVAC I, que fue entregada a la Oficina del Censo de los Estados Unidos un mes más tarde.

## Técnica
La máquina fue construida por Ferranti del Reino Unido. Estaba basada en el Manchester Mark I, la cual fue diseñada en la Universidad de Mánchester por Freddie Williams y Tom Kilburn. El Manchester Mark I sirvió como prototipo del Ferranti Mark I; las principales mejoras fueron el tamaño de la memoria primaria y secundaria, un multiplicador más rápido e instrucciones adicionales.
El Mark I usaba palabras de 20-bit almacenadas en una línea de puntos en un tubo Williams, cada tubo almacenaba un total de 64 "líneas" de puntos. Cada instrucción se almacenaba en una palabra, mientras que los números eran almacenados en dos palabras. La memoria principal consistía en ocho tubos, cada uno almacenaba una "página" de 64 palabras. Otros tubos almacenaban un acumulador (A) de 80 bits, el registro cociente/multiplicador (MQ) de 40 bits y ocho "líneas-B", o índices de registros, los cuales eran una de las características únicas del diseño Mark I. El acumulador podía ser direccionado como dos palabras de 40 bits. Un extra de 20 bits por tubo almacenaban valores de desplazamiento en la memoria secundaria. La memoria secundaria estaba implementada en un tambor magnético de 512 páginas, almacenando 2 páginas por pista, con un tiempo de revolución de 30 milisegundos por vuelta. El tambor tenía ocho veces la capacidad del diseño Manchester original.
La instrucciones, como en la máquina de Mánchester, usaban un formato de direccionamiento simple en el que los operandos eran modificados y puestos en el acumulador. Tenía alrededor de 50 instrucciones en total. El tiempo básico por ciclo era de 1,2 milisegundos, y una multiplicación podía completarse en la nueva unidad paralela en alrededor de 2,16 milisegundos (unas cinco veces más rápido que el diseño original). El multiplicador usaba cerca de un cuarto de las 4.050 válvulas de la máquina. Varias instrucciones fueron agregadas para copiar una palabra de memoria de un tubo Williams a la máquina de cinta de papel, o para leerla desde dicha cinta de papel. Muchas instrucciones se agregaron al diseño original de Mánchester, incluyendo una instrucción de números aleatorios y varias otras para manejar las "líneas-B".
El Mark I original tenía que ser programado ingresando caracteres que representaban valores de 5 bits que podían representarse en una cinta de papel. Los ingenieros decidieron usar un relación simple entre las perforaciones de la cinta y los dígitos binarios que representaban, pero la relación entre los agujeros del papel y la codificación física nunca intentó ser un "mapeo" binario. Como resultado, los caracteres representados por los valores 0 a 31, parecían generados al azar: /E@A:SIU½DRJNFCKTZLWHYPQOBG"MXV£. Cada instrucción era representada por un solo carácter.
La primera máquina fue vendida a la Universidad de Mánchester. Ferranti tuvo grandes esperanzas de vender otras máquinas, y recibieron un pedido del Atomic Energy Research Establishment (Reino Unido) para ser entregado en el otoño (boreal) de 1952. Sin embargo, mientras la máquina era construida cambió el gobierno, y el nuevo canceló todos los contratos por arriba de las ₤100.000. Una Mark I parcialmente terminada quedó en Ferranti, y fue comprada más tarde por la Universidad de Toronto a precio "de emergencia". La máquina de la UdeT, apodada "FERUT", fue ampliamente usada en negocios, ingeniería y academia.
Después de las dos primeras máquinas, se lanzó una máquina revisada. Conocida como el Ferranti Mark I* o el Ferranti Star (Ferranti Estrella). Las revisiones principalmente depuraron el juego de instrucciones para un mejor uso. En lugar de un "mapeo" de los agujeros de la cinta de papel que parecía producido al azar, la nueva máquina tenía un mapeo con agujeros en orden, para producir un juego mucho más simple: ø£½0@:$ABCDEFGHIJKLMNPQRSTUVWXYZ. Además varios comandos para manejar los registros de índices tenían efectos secundarios que producían programas extravagantes, pero se modificaron para no tenerlos. La instrucción de máquina JUMP saltaba a una posición anterior de la deseada, por la misma manera que los índices tenían comportamientos extraños. Se probó que esto era bueno sólo en teoría, pero en la práctica era muy molesto y también fue corregido. La Entrada/Salida fue modificada, con números de 5 bits escritos con el dígito menos significativo a la derecha, como es típico en la escritura de números. Todo esto, junto con muchos otros cambios, mejoraron mucho la facilidad de programar la nueva máquina. Se vendieron al menos 7 máquinas Mark I* entre 1951 y 1957, una de ellas a los laboratorios de  Shell en Ámsterdam.

## Música
Incluidas con el juego de instrucciones del Ferranti Mark 1, había un comando para emitir un sonido, el que permitía a la máquina dar a los operadores una retroalimentación auditiva. El sonido generado podía ser alterado en frecuencia, una característica del Mark 1 que fue explotada para hacer la primera grabación conocida de música de computadora, tocando un popurrí que incluyó "God Save the Queen, "Baa Baa Black Sheep" (canción de cuna), y "In the Mood". La grabación fue hecha por la BBC hacia fines de 1951, y la programación fue hecha por Christopher Strackey, un profesor de matemática en Harrow School y amigo de Alan Turing. No fue el primer computador en tocar música. El primero fue el CSIRAC, el primer computador digital de Australia, con una versión de la Marcha del Coronel Bogey.